# 羽曳野市立河原城中学校
羽曳野市立河原城中学校（はびきのしりつ かわらじょうちゅうがっこう）は、大阪府羽曳野市桃山台にある公立中学校。
羽曳野市立羽曳野中学校の過密解消のため、1982年に同校より分離開校した。かつて池があった場所を埋め立てて学校敷地とした。略称は「河中（かわちゅう）」または「河原城」。
。

## 沿革
- 1982年4月1日 - 羽曳野市立羽曳野中学校より分離し、羽曳野市立河原城中学校として創立。当初は羽曳野中学校内に仮校舎を設置。羽曳野中学校との混同を避けるため、クラス名はアルファベット（A～H組）としたが翌年度より数字（1～8組）になる。
- 1982年9月1日 - 現在地に校舎完成。移転。

## 通学区域
- 羽曳野市立丹比小学校と羽曳野市立埴生南小学校の通学区域。

## 交通
- 近鉄バス 河原城バス停または桃山台2丁目バス停。
- 近鉄南大阪線 高鷲駅から南へ約2.5km。
- 近鉄南大阪線 古市駅から西へ約2.7km。